# 민진후 선생 묘
민진후 선생 묘는 대한민국 경기도 여주시 가남읍 안금리에 있다. 1986년 4월 10일 여주시의 향토유적 제6호로 지정되었다.

## 개요
민진후(1659~1720)는 숙종대의 문신으로 본관은 여흥, 자는 정순(靜純), 호는 지재(趾齋)이다. 여양부원군 민유중의 장남이자 숙종의 계비인 인현왕후 민씨의 오빠이다. 동춘당 송준길의 외손(外孫)으로 정관재(靜觀齋), 이단상(李端相, 1628~1669)의 사위이며 우암 송시열의 문인이다. 1686년(숙종 12) 별시문과에 급제 후 승문원(承文院)에 등용되었으며 이후 대사간과 판의금부사(判義禁府事)를 거쳐 의정부좌참찬(議政府左參贊)에 이르렀다. 서예에 뛰어났으며 사후 경종(景宗)의 묘정(廟廷)에 배향되고 시호는 충문(忠文)이다.